# Троянские астероиды Урана
Троя́нские астеро́иды Урана — это группа астероидов, движущаяся вокруг Солнца вдоль орбиты Урана в 60° впереди (L4) или позади (L5) неё, обращаясь вокруг одной из двух точек Лагранжа системы Уран-Солнце.
Первоначально считалось, что у Урана и Сатурна не может быть троянцев, так как Юпитер давно должен был притянуть к себе все находящиеся в этих областях небесные тела.
В 2013 году было объявлено об открытии у Урана первого троянского астероида — 2011 QF99. Его диаметр оценивается в 60 км (при альбедо равном 0,05). В конце 2014 года открыли аналогичный астероид — 2014 YX49. Они обращаются вокруг точки L4. В точке L5 троянских астероидов Урана пока не обнаружено.